# John Hyams
John Hyams (n. 19 decembrie 1964, SUA) este un regizor de film american, scenarist și director de imagine.  Este cel mai cunoscut pentru implicarea sa în seria de filme Universal Soldier. Este fiul regizorului Peter Hyams.

## Filmografie ca regizor

### Filme
- One Dog Day (1997)
- Universal Soldier: Regeneration (2009)
- Dragon Eyes (2012)
- Universal Soldier: Day of Reckoning (2012)[3]
- All Square (2018)
- Refacerea filmului Maniac Cop[2]

### Scurtmetraje și documentare
- The Smashing Machine (2002, documentar)
- Fight Day (2003, documentar, scurtmetraj)
- Rank (2006, documentar)
- The Razzle Dazzle (2009, scurtmetraj)

### Televiziune
- NYPD Blue (2003–2005, 4 episoade)
- Blind Justice (2005, 1 episod)
- Z Nation (2014-2015, 9 episodes)
- The Originals (2016, 2 episoade)
- Chicago Fire (2017, 1 episod)
- Chicago P.D. (2017-2018, 3 episoade)
- Legacies (2019, 1 episod)
- Black Summer (2019, 5 episoade)